# Mattaincourt
Mattaincourt ([matɛ̃ˈkuʁ] ) ist eine auf 280 m über Meereshöhe gelegene französische Gemeinde mit 801 Einwohnern (Stand: 1. Januar 2022) im Département Vosges in der Region Grand Est (vor 2016: Lothringen). Sie gehört zum Arrondissement Neufchâteau (bis 2024 Épinal) und ist Mitglied im Gemeindeverband Communauté de communes de Mirecourt Dompaire. Die Bewohner werden Mattaincurtiens und Mattaincurtiennes genannt.
Die Gemeinde erhielt 2024 die Auszeichnung „Eine Blume“, die vom Conseil national des villes et villages fleuris (CNVVF) im Rahmen des jährlichen Wettbewerbs der blumengeschmückten Städte und Dörfer verliehen wird.

## Geografie
Mattaincourt liegt am Fluss Madon, 30 Kilometer westnordwestlich von Épinal. Die Gemeinde grenzt im Westen und im Norden an Mirecourt, im Osten an Vroville, im Südosten an Velotte-et-Tatignécourt und Hymont und im Südwesten an Bazoilles-et-Ménil.

## Geschichte

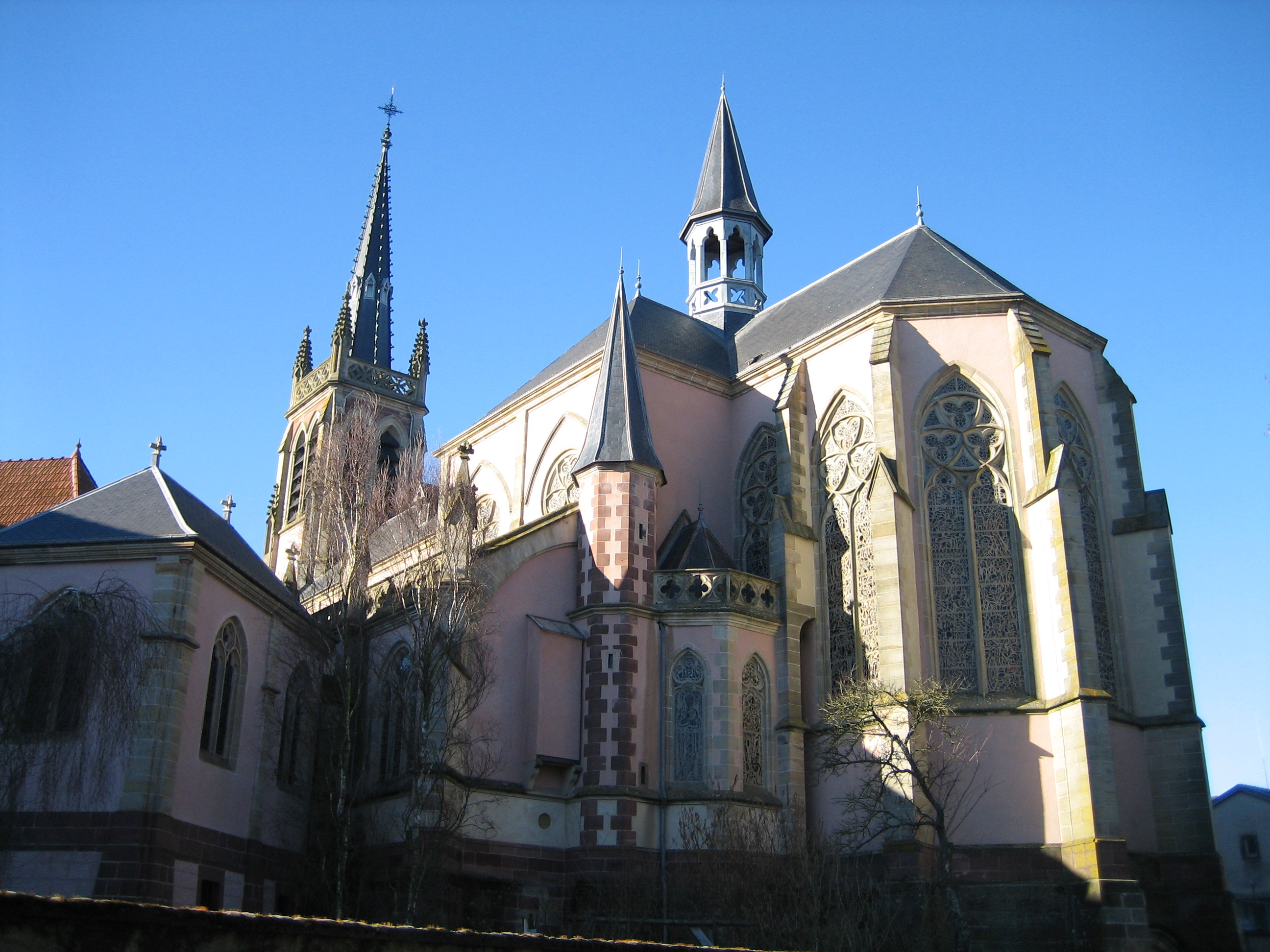
Basilika Saint-Pierre-Fourier

Alix Le Clerc und Pierre Fourier gründeten 1597 in Mattaincourt eine Gemeinschaft zur Erziehung der weiblichen Jugend. Daraus resultierte der Frauenorden Augustiner-Chorfrauen B.M.V. Louis-Auguste Boileau errichtete 1846–56 die Basilika Saint-Pierre-Fourier, die heute als monument historique klassifiziert ist.

### Bevölkerungsentwicklung
| Jahr      | 1962 | 1968 | 1975 | 1982 | 1990 | 1999 | 2008 | 2018 |
| --------- | ---- | ---- | ---- | ---- | ---- | ---- | ---- | ---- |
| Einwohner | 779  | 834  | 895  | 942  | 975  | 911  | 842  | 815  |

## Sehenswürdigkeiten
- Basilika Saint-Pierre-Fourier, Monument historique
- Kapelle Bon Saint-Pierre-Fourier
- Kapelle Notre-Dame
- Lavoir

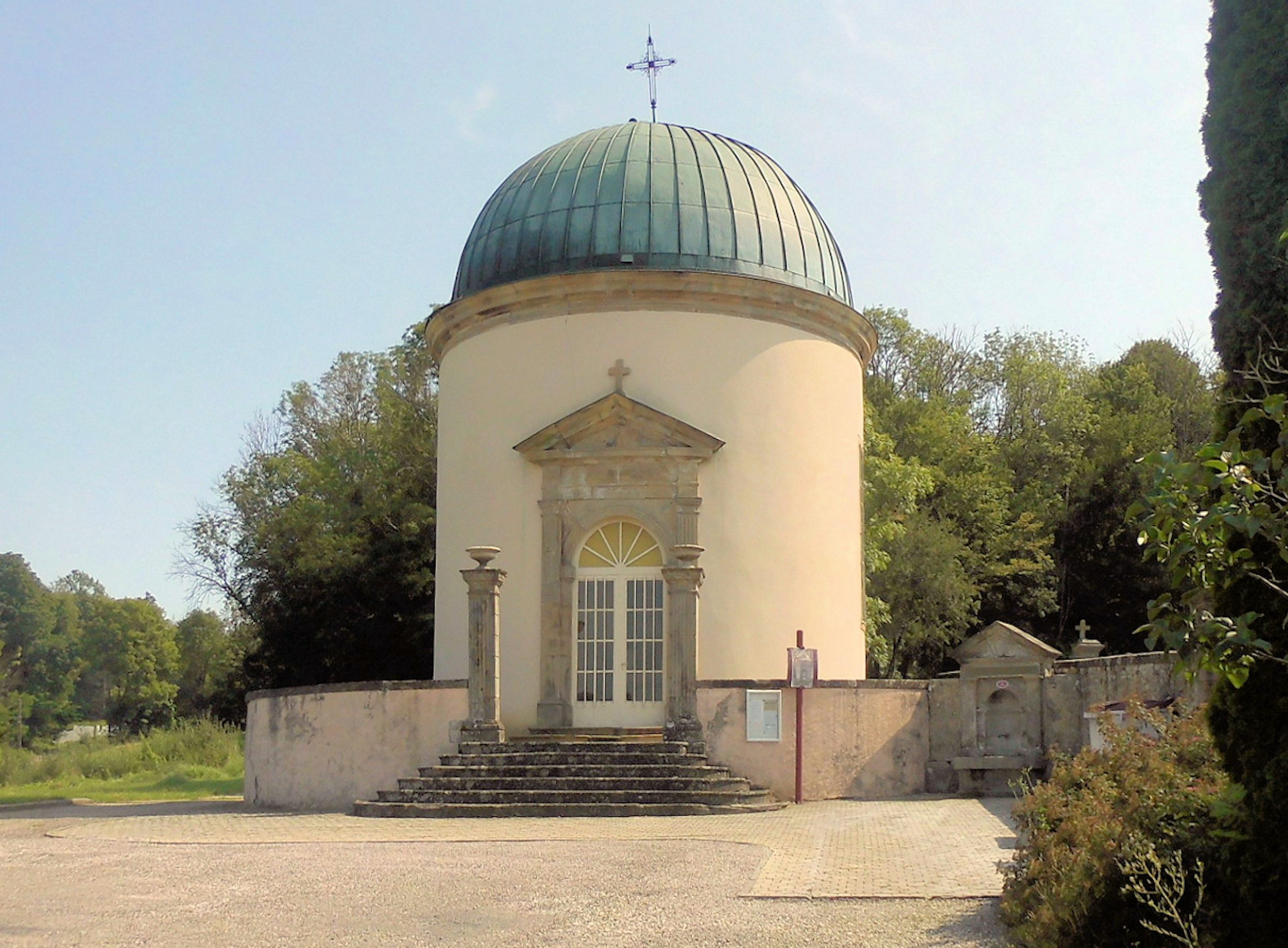
Kapelle Bon Saint-Fourier
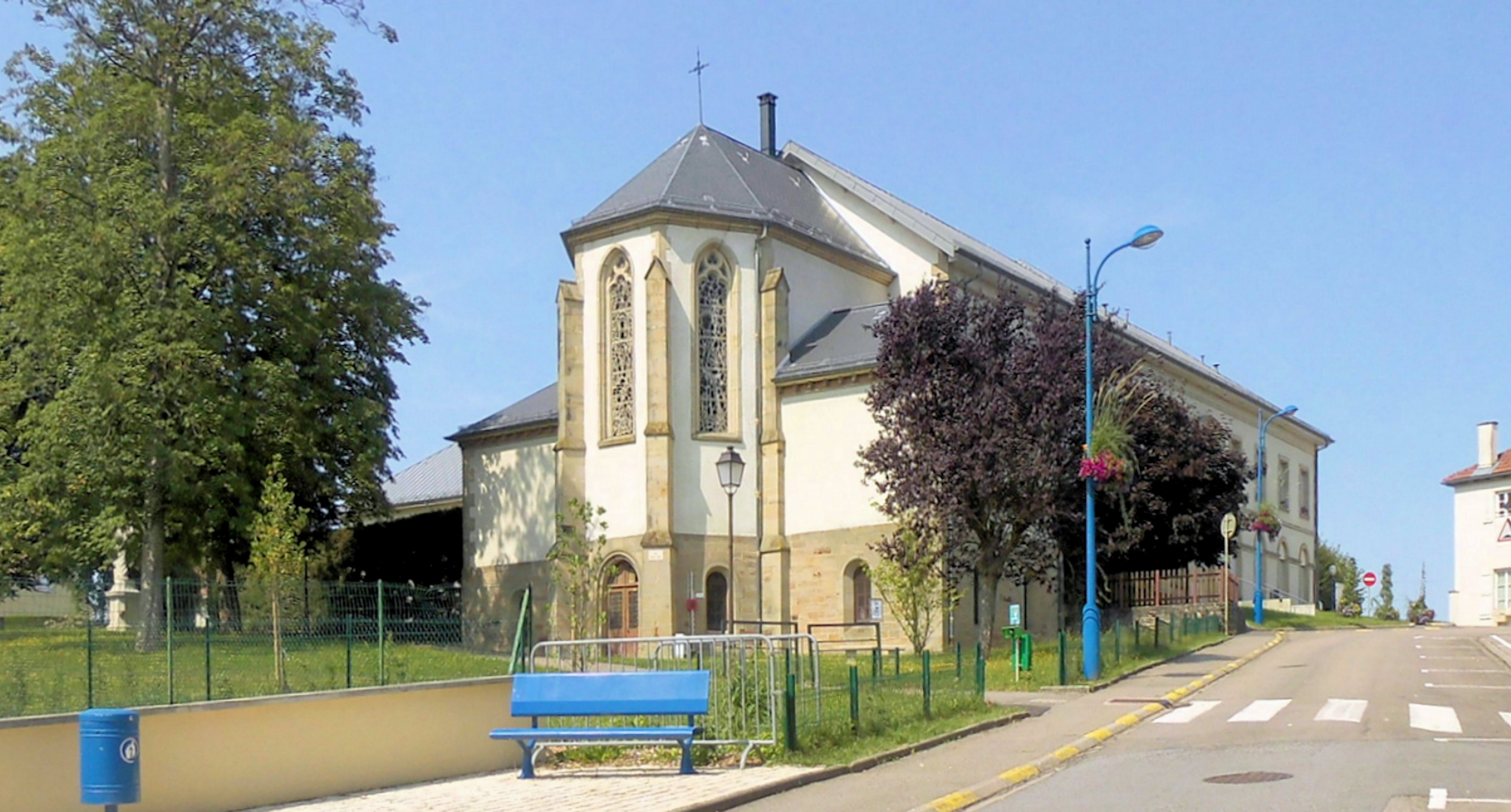
Kapelle Notre-Dame
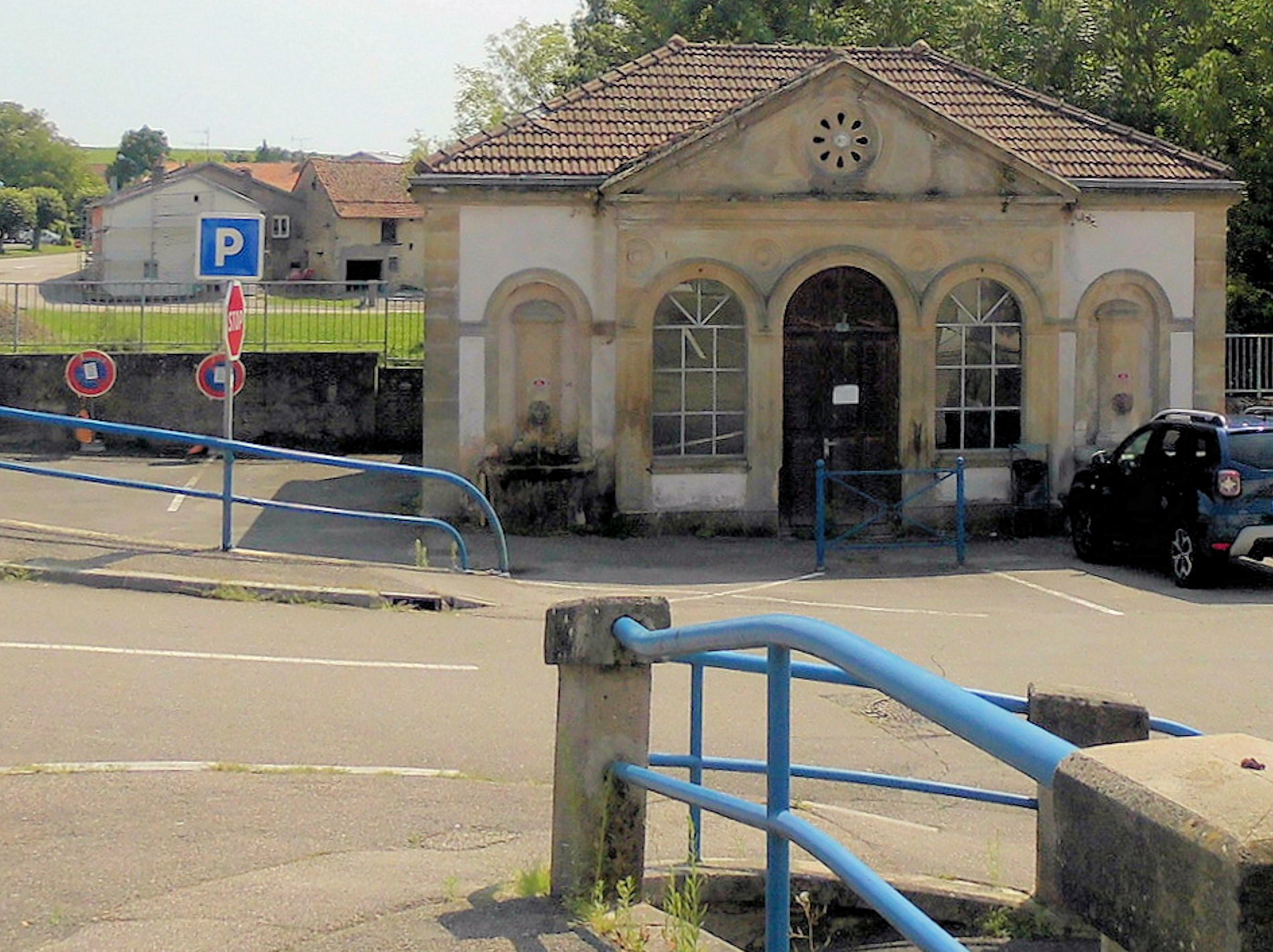
Lavoir

## Verkehrsanbindung
Durch die Gemeinde verläuft die ehemalige Nationalstraße N 66, im Ort begann die N 429. Beide wurden mittlerweile zu Departementsstraßen (D 166 und D 429) abgestuft.
Der Bahnhof Hymont-Mattaincourt liegt an der Bahnstrecke Neufchâteau–Épinal, die 1878 von der Compagnie des chemins de fer de l’Est (EST) eröffnet wurde. Von ihr wird in diesem Bereich nur noch der kurze Abschnitt nach Mirecourt (als Fortsetzung der Bahnstrecke Jarville-la-Malgrange–Mirecourt) unterhalten. 1881 kam eine Strecke nach Merrey hinzu, auf der seit 2016 der Verkehr ruht. Aktuell wird Mattaincourt nur von Bussen des TER Grand Est bedient.

## Persönlichkeiten
- René Morel (1932–2011), amerikanischer Geigenbauer